# Seqüències de diàlegs cinematogràfics
El director compleix dos objectius quan planifica seqüències de diàleg per a la càmera: l'expressió honesta de la interacció i representació de les relacions humanes. Hi ha dos propòsits que el director té en compte, el primer propòsit està assenyalat pel guió i la interpretació de l'actor. La posada en escena, la fotografia i el muntatge són el segon propòsit del director.
La capacitat per a predir el que funcionarà en un espai tridimensional, en una pantalla de dues dimensions, es converteix en un desafiament visual a l'hora de planificar una seqüència. La visió cinematogràfica es basa en tècniques per a millorar la percepció. Uns dels mètodes més utilitzats per representar un guió cinematogràfic i així visualitzar la posada en escena són la memòria i el reconeixement espacial.
La planificació a l'estil de Hollywood consta de quatre apartats bàsics:
- Planificació dels factors fixos.

- Planificació dels actors en moviment.

- Utilització de la profunditat de camp.

- Planificació dels moviments de la càmera combinada amb moviments dels actors.

## Convencions bàsiques de planificació de seqüències en cinema de ficció

##### La posició frontal
És la tendència a situar-se enfront de la cambra. Això vol dir que els subjectes mantenen una conversa mirant més a la càmera que a l'altre actor. Aquesta seqüència situa als actors en posició frontal i només pot gravar-se en un únic pla Màster, però si un dels actors és apartat de la càmera, serà necessària més d'una posició de càmera per a mostrar el rostre dels dos actors.

##### El pla Màster
És un pla que abasta a tots els actors presents i es prolonga durant tota l'acció. Els directors també utilitzen aquest terme per a referir-se a un pla per a cobrir-se, on s'inclouen les posicions de càmeres que es combinaran en el muntatge per al sistema en triangle. Quan el pla Màster és considerat pel director com l'únic pla necessari, es transforma en un pla seqüència.

##### El pla seqüència
És un pla Màster amb moviment, on la càmera es desplaça amb fluïdesa al llarg de l'escena mentre combina diversos angles de la càmera, que una seqüència muntada faria servir en plans individuals. Generalment, el director fa servir moviments dels actors en combinació amb els desplaçaments de la càmera.

##### La grandària del pla i la distància
És una versió del pla Màster o també dita pla mitjà de dos es refereix al pla americà. Aquest pla redueix la necessitat de moure la cambra, ja que en els anys 30 es feia servir per a cobrir les seqüències de diàleg sense recórrer als primers plans. És considerat un mètode d'enquadrament per a les comèdies i musicals. Aquest pla guarda distància i objectivitat i pot ser molt expressiu a l'hora de l'ús del llenguatge corporal per a indicar la relació entre els actors o els personatges. El moviment corporal expressiu es pot detallar en el pla llarg i el pla mitjà. La representació de seqüències senceres a distància pot ser útil sense l'ús del primer pla.

##### El muntatge de pla i contra pla

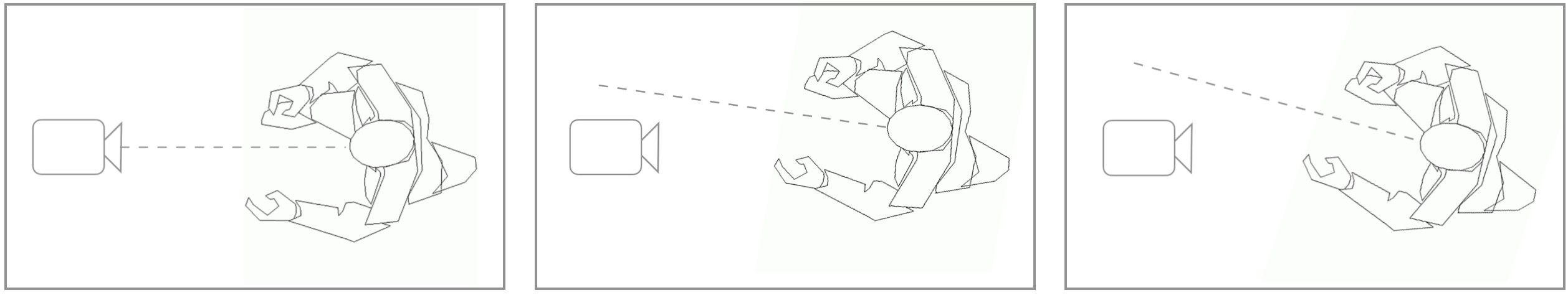
Comparació de diferents muntatges per a primers plans, cadascun amb posicions relatives diferents de la mirada i la càmera

Aquesta és una de les solucions més útils per a veure als intèrprets alternativament. És una estratègia de muntatge que representi a l'estil de Hollywood. Aquesta estratègia ofereix una gamma àmplia d'opcions de muntatge. El primer avantatge, sobre el pla de dos, és que es pot observar la reacció aïllada de cada actor i el segon avantatge és el canvi de punt de vista dins de la seqüència. El "raccord" ajuda a la creació d'una unitat espacial entre les mirades dels dos personatges.

##### Les mirades i el contacte visual
El contacte íntim amb l'actor es produeix en el pla on més a prop està la seva mirada de la càmera. Una forma extrema d'establir contacte visual amb l'espectador es produeix quan l'actor mira directament a l'objectiu i això pot arribar a ser impressionant. El contacte visual directe s'usa en les seqüències de càmera subjectiva en les quals el públic es veu obligat a veure les coses pels ulls d'un dels personatges.
Al cinema de ficció no és una cosa freqüent per què en les seqüències de diàleg gairebé sempre les mirades dels actors es gira lleugerament a l'esquerra o a la dreta de la càmera. És per això, que és comú mantenir la mateixa distància de la càmera per a les mirades dels primers plans alternats entre els actors. Les implicacions psicològiques i dramàtiques de les mirades i el contacte visual alteren la seqüència i aconsegueixen major impacte dramàtic.

## El sistema de planificació d'una seqüència
Existeix una sèrie d'estratègies generals per a preparar qualsevol seqüència. Dins d'això existeixen el sistema d'esquemes per a la planificació. Existeixen tres esquemes bàsics en un enquadrament. Esquema en "A" "I" i "L". I és la manera en què els actors estan agrupats si són vists des de dalt.
Els esquemes de planificació es relacionen amb la col·locació de la cambra. La seva importància resideix en la disposició dels actors en funció de l'eix. Es tracta de la posició o direcció cap a la qual miren els actors dins de l'esquema. Pot haver-hi moltes més posicions per a qualsevol esquema, ja que sempre hi ha dos integrants en les converses i aquests poden arribar a ser part de converses de tres persones (esquemes A i L) o més. La posició aquesta relacionada amb la composició de l'enquadrament, és a dir; quan la cambra aquesta situada per a un esquema determinat, la direcció cap a on miren en el quadre aquesta determinada per la posició dels actors.
L'esquema en "I" per a dos actors és un mòdul bàsic. Sempre que sigui una conversa entre dues persones. En el cas que intervingués una tercera persona, o més, l'eix es desplaçaria. Aquest esquema es troba dins de l'esquema "A" i "L"

## La planificació de diàlegs entre dos subjectes

### Esquemes en "I"

#### Posició 1

##### Cara a cara
Aquesta posició és elemental quan dues persones parlen de cara a cara amb les espatlles paral·leles. El desavantatge d'aquesta col·locació dels personatges és que no es veu amb claredat l'expressió dels intèrprets. Però, podria acompanyar-se de plans individuals o plans amb escorç i si és possible amb plans individuals de perfil.
El pla escorç és un muntatge clàssic de pla. Els plans amb escorç es roden per parelles, en rècord i es manté l'objectiu i l'enquadrament. Hi ha dues estratègies bàsiques per als plans amb escorç. La primera inclou el cap sencer del subjecte en el primer terme. I l'altra entre un terç i la meitat del quadre està bloquejat, aïllant de manera a l'intèrpret que mira la cambra.

##### Plans escorç amb objectius llargs
En aquest pla la longitud focal de l'objectiu comença en 120 M-M i s'augmenta progressivament fins a 200 M-M. S'utilitza l'enquadrament de la cara en un pla escorç i la combinació produeix un enquadrament amb una sensació més íntima.

#### Contra plans amb contrapicat
És un pla escorço. És una posició que tendeix a situar als subjectes en una relació d'enfrontament. El director augmenta la distància focal de l'objectiu per a aconseguir que el subjecte emmarcat en el primer terme es vegi desenfocat i així destacar la figura en el segon terme.

#### Espatlla amb espatlla
És una posició bàsica frontal amb molts avantatges perquè és possible veure als personatges de front o perfil en el mateix pla.

#### Posició tres
Els actors es posen en un angle de 90°, ja que aquesta posició permet mantenir una conversa íntima i relaxada. Aquesta proposició permet variar les posicions del cap i apartar la vista l'u de l'altre. Aquest tipus és semblant als plans amb escorç. També, permet igualtat de termes entre els intèrprets i, per tant, no fan servir primers plans ni contra plans. Una de les maneres de compondre el pla de dos és mantenir la posició obliqua mentre s'acosta i es tanca l'espai entre els subjectes.

#### Posició quatre
Aquesta posició es planifica per a crear tensió. Per a això és important l'absència de contacte visual entre els actors. Un dels personatges s'ha d'allunyar del company. Aquest tipus d'enquadrament busca mostrar a l'espectador la reacció de la persona que s'ha allunyat. En aquesta mena de planificació un contra pla alteraria la perspectiva de l'espectador. Es busca profunditat amb un objectiu de 30 mm per a aconseguir la distorsió del rostre en primer terme i així el rostre del segon terme sembla estar molt allunyat encara que només ho separi un objecte.

#### Posició cinc
El llenguatge corporal usat per a parlar la planificació d'aquest diàleg cinematogràfic, es refereix als braços plegats de la dona i a les mans de l'altre personatge en les butxaques per a confirmar la interpretació de la seqüència. Aquesta escena expressa separació i tensió. El director fa servir l'enquadrament per a accentuar el dramatisme en l'ambient i no prendre partit per cap dels actors. En aquesta versió un dels personatges es nega a mirar a l'altre i podem deduir que l'altre actor es troba en posició feble. Fan ús d'aquest tipus d'escenes per a mostrar molèstia per alguna mentida entre els personatges.
Se sol tallar el pla dels dos personatges o mostrar-lo separats i anar jugant amb la seqüència entre un parell de plans i contra plans oblics. Els plans són més cenyits, es combina el primer pla amb un pla mitjà per a veure els rostres dels actors o fan servir un pla amb escorç. Aquest tipus de seqüència no és característic de la continuïtat dels plans perquè a vegades els obliga saltar l'eix.

#### Posició sis
La següent posada en escena és dramàtica i retarda el contacte visual. L'eficàcia està en el pla de les dues espatlles amb espatlla perquè permet que l'espectador s'identifiqui amb l'intèrpret en el primer terme. L'excés de corts trenca la unitat de seqüència.

#### Posició set
Aquesta planificació forma part de les seqüències on els intèrprets no estableixen contacte visual. Es busca que l'atenció de l'espectador estigui dividida entre l'actor al fons i l'actor del primer terme, ja que tots dos actors miren fora de la pantalla en direccions diferents. Aquest resultat ofereix una situació dramàtica però relaxada i desembolicada. Aquesta sèrie podria comparar-se amb diversos plans. Com per exemple, el primer pla mitjà de l'actor un es podria referir a la grandària del pla. I a part la unitat espacial d'aquesta seqüència es du a terme amb el muntatge de la mirada i es llegeix com un "storyboard".

#### Posició vuit
Aquesta versió és una modificació de la planificació anterior. Aquesta vegada els actors estan situats perpendicularment entre si, però l'actor de l'últim terme aparta la seva mirada de l'altre actor. En general els ulls de l'actor es veuen de manera clara i és el que domina en el pla. El que fa que l'espectador s'identifiqui amb l'actor en primer terme.

#### Posició nou
És una sèrie que s'utilitza per a mostrar oposició entre els dos intèrprets, donant un aire a formar part d'una comèdia musical. Els intèrprets adopten una postura desafiadora i són conscients de la presència de l'altre.

#### Posició deu
Aquesta planificació mostra la posada d'escena on els intèrprets estan situats a diferents altures. Aquí els plans cenyits s'enquadren amb una inclinació cap amunt o cap avall. No es realitza un contra pla. La seqüència llegeix els enquadraments de dreta a esquerra. Aquests plans poden funcionar barrejats entre si perquè cadascun transmet un sentit i una sensació diferent. Aquestes seqüències poden ajudar a predir les relacions entre els plans a l'hora de compondre plans individuals.

## Seqüències de diàlegs cinematogràfics amb tres subjectes
L'esquema en "I" és un mòdul simple que es troba en els esquemes "A" i en "L".
El director té en compte dos punts:

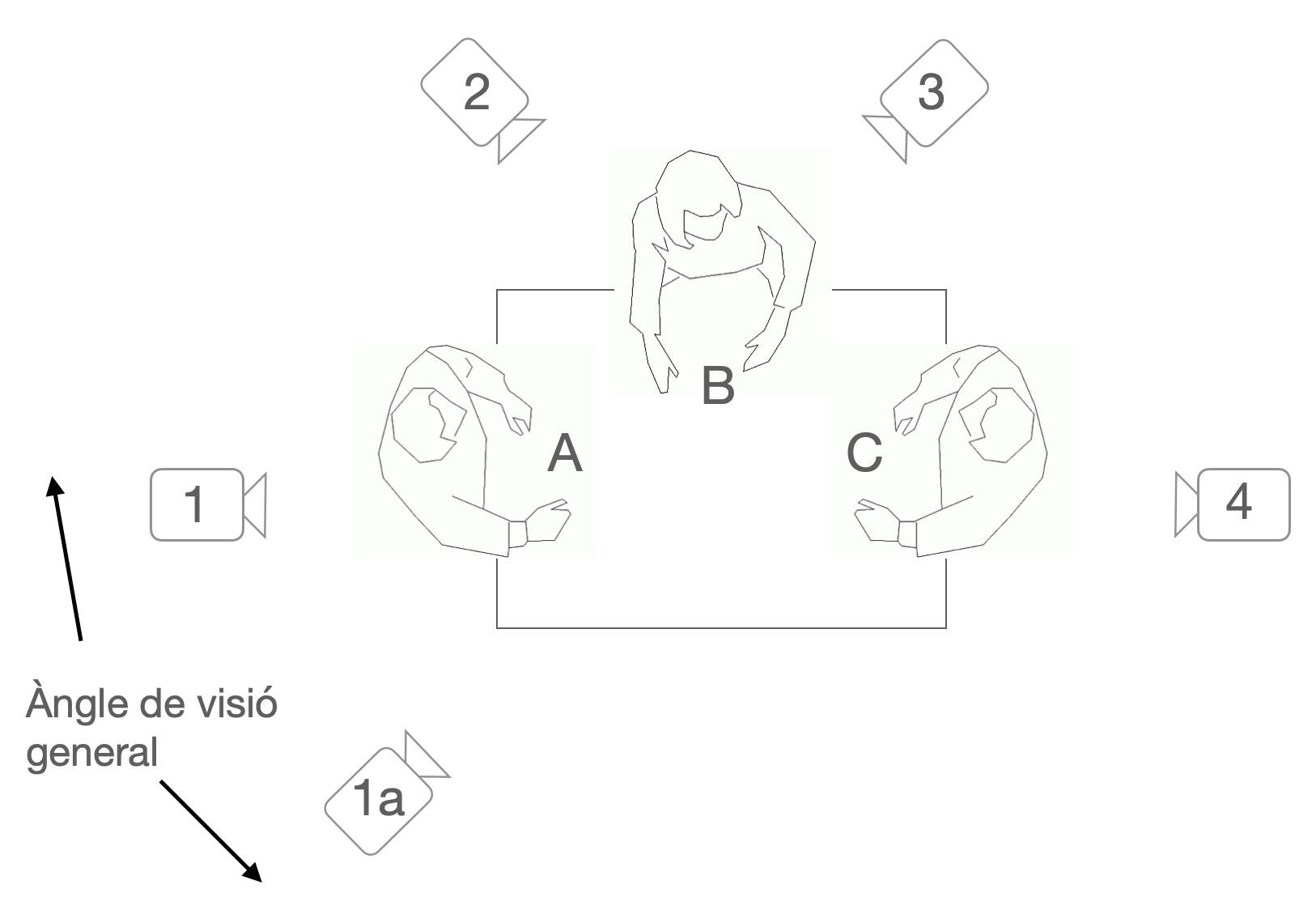
Exemple d'esquema "A"

- La col·locació de la cambra està basada en eix i determinada pels esquemes.

- La posició està basada en l'esquema bàsic de planificació, la qual cosa determina la col·locació dels actors en el quadre.

La col·locació de la cambra és el factor determinant per a decidir quin esquema aplicar, ja que els actors no sempre poden estar en un alineament exacte en "A" o en "L". En un pla de tres es pot trobar que els actors estan d'enfront del tercer. Si el tercer actor està enquadrat entre els altres dos, estaríem parlant d'un esquema en "A". Si, d'altra banda, el tercer actor s'ha alineat per fora dels altres dos, estaríem parlant d'un esquema en "L". Això produeix una oposició.
L'oposició, bàsicament, es tracta d'aïllar a un tercer. El subjecte és enquadrat cap a un costat o enmig dels altres dos actors. Aquesta posició es pot desglossar en un pla de tres en un pla de dos enfront d'un primer pla. El que aconsegueix que els actors s'enfrontin de manera equivalent en primers plans.

### Els esquemes i posicions bàsiques
Un intèrpret addicional augmenta el nombre de combinacions possibles d'esquemes i posicions. Però, qualsevol combinació pot reduir-se a les 10 posicions de l'esquema "I".

#### Un exemple de la planificació en "A".
L'angle de visió general és determinada. La seqüència té una orientació bàsica de la visió. La seqüència s'inicia amb una vista de la càmera 1, encara que les circumstàncies variïn. El diàleg comença entre els actors A i C, i l'eix queda establert entre ells. Les posicions de la cambra un i dues estan situades fora de l'eix i ajudaran a captar els plans amb escorç. L'actor B parla amb l'actor C, i s'estableix un nou és entre ells.
El director juga amb la visió general, per a saber al fet que costat situarà l'eix l'eix de la càmera. En comptes d'usar una nova posició de càmera per fora dels actors A i B, el director busca situar-los al mateix costat de l'actor A. Quan l'actor B parla amb l'actor C, la càmera està en el mateix costat que l'actor B i s'usa la posició de la càmera 2. La posició de la cambra 3 és un punt de vista que potser no és necessari, però genera un altre punt de vista a l'hora de reutilitzar les posicions, en lloc de crear altres noves quan s'estableix un nou eix.